# Richard Lyons (mathématicien)
Richard Neil Lyons (né le 22 janvier 1945 à New York) est un mathématicien américain qui travaille dans la classification des groupes finis.

## Biographie
Lyons étudie à  l'université Harvard et obtient son doctorat à l'université de Chicago en 1970 avec John Griggs Thompson (Characterizations of Some Finite Simple Groups with Small 2-Rank).  Parmi ses professeurs à Chicago il y a Jon Alperin, Richard Brauer, Marty Isaacs, Leonard Scott et George Glauberman. Lyons a également été brièvement à l'université de Cambridge. En tant que chercheur postdoctoral, il est instructeur Gibbs à l'université Yale. Il est professeur à l'Université Rutgers de  1972 à 2017. Il est membre de l'American Mathematical Society.

## Travaux
Avec Daniel Gorenstein et Ronald Solomon, Lyons entreprend d'écrire une série en plusieurs volumes sur le programme de classification des groupes finis simples, programme dans lequel ils sont impliqués. Le projet GLS est prévu pour 12 volumes, les 9 premiers volumes sont maintenant parus. Lyons a lui-même découvert un groupe simple sporadique  qui porte son nom, le groupe de Lyons et qui a été construit par Charles Sims.
Début 2022, le volume 9 de projet GLS est le plus récent :
- Capdeboscq, Inna, Gorenstein, Daniel, Lyons, Richard et Solomon, Ronald, The classification of the finite simple groups. Number 9. Part V. Chapters 1–8: Theorem C5 and theorem C6, stage 1, American Mathematical Society, coll. « Mathematical Surveys and Monographs » (no 40,9), 2021, xiii +  520 (ISBN 978-1-4704-6437-0, zbMATH 07338272).

## Distinction
Michael Aschbacher, Richard Lyons, Stephen Smith  et Ronald Solomon sont réipiendaires du prix Leroy P. Steele de 2012 dans la catégorie « vulgarisation mathématique ».